# Praolia
Praolia es un género de escarabajos longicornios de la subfamilia Lamiinae. Fue descrito por Henry Walter Bates en 1884.

## Especies
- Praolia citrinipes Bates, 1884
- Praolia citrinipes atripennis (Pic, 1923)
- Praolia citrinipes ishigakiana (N. Ohbayashi, 1970)
- Praolia citrinipes takeuchii Ohmoto, 1990
- Praolia citrinipes umui Kusama y Takakuwa, 1984
- Praolia hayashii (Hayashi, 1974)
- Praolia mizutanii Niisato, 1990
- Praolia yakushimana Hayashi, 1976